# Ligament sacro-tubéral
Le ligament sacro-tubéral (ou grand ligament sacro-sciatique) est un ligament de la région pelvienne tendue entre le sacrum et l'os coxal. Il contribue aux articulations fibreuse de la ceinture pelvienne.

## Description
Le ligament sacro-tubéral est une large bande fibreuse.
Il s'insère en dedans sur l'épine iliaque postérieure et inférieure, sur l'épine iliaque postérieure et supérieure, sur les parties adjacentes de la fosse iliaque interne adjacentes aux épines iliaques, sur le bord latéral du sacrum et des premières vertèbres coccygiennes.
Les faisceaux convergent en bas, en avant et en dehors vers une partie rétrécie avant de diverger, ce qui donne au ligament un aspect torsadé.
Il se termine en dehors sur le bord médial de la tubérosité ischiatique.
Certaines fibres se prolongent vers la branche de l'ischion pour former le processus falciforme du ligament sacro-tubéral (ou prolongement falciforme du grand ligament sacro-sciatique ou repli falciforme du grand ligament sacro-sciatique). Il contribue au canal pudendal.
Quelques fibres se prolongent avec le tendon du long chef du muscle biceps fémoral.
Sa face antérieure entrecroise la face postérieure du ligament sacro-épineux.

## Anatomie fonctionnelle
Le ligament sacro-tubéral contribue à la consolidation de l'articulation sacro-iliaque.
Ce ligament ferme en arrière et en bas les petite et grandes incisures ischiatiques qu'il transforme avec la contribution du ligament sacro-épineux en petit foramen ischiatique et grand foramen ischiatique.

## Aspect clinique
Le nerf pudendal peut être piégé entre le ligament sacro-tubéral et le ligament sacro-épineux provoquant une douleur périnéale. La section du ligament sacro-tubéral est une solution pour soulager la douleur.

## Remarque
Certains auteurs le considèrent comme un ligament de l'articulation sacro-iliaque.
La nomenclature anatomique TA2 le considère comme une articulation fibreuse de la ceinture pelvienne (syndesmose).

## Galerie

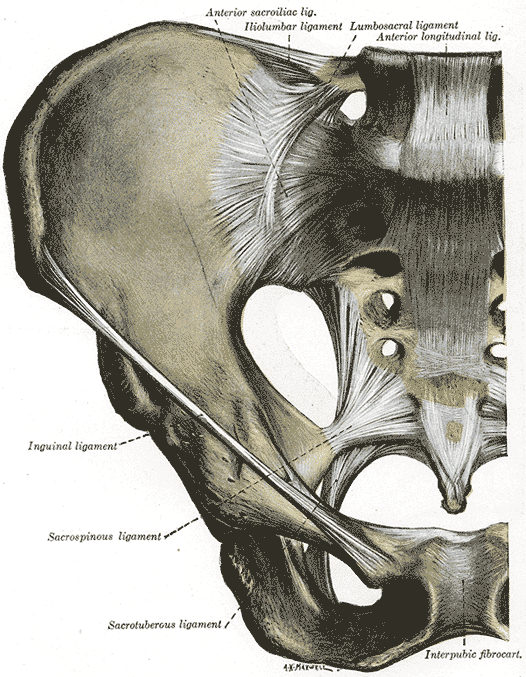
Articulations du pelvis. Vue antérieure.
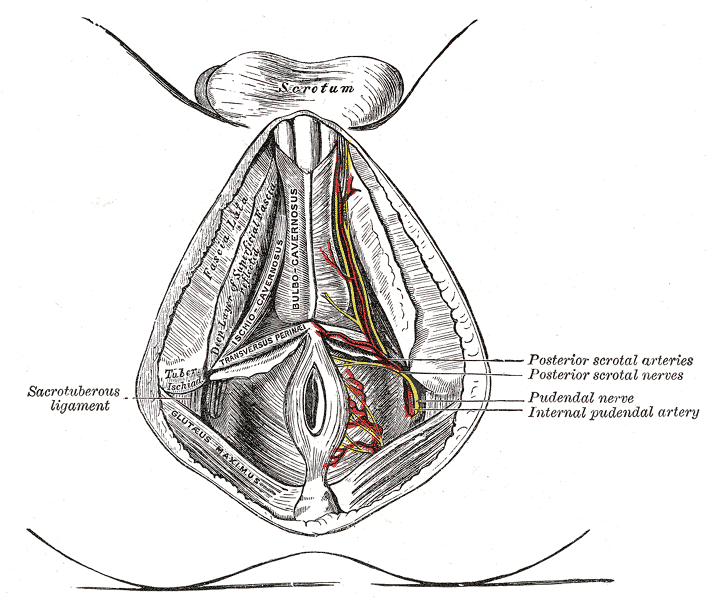
Les branches superficielles de l'artère honteuse interne.
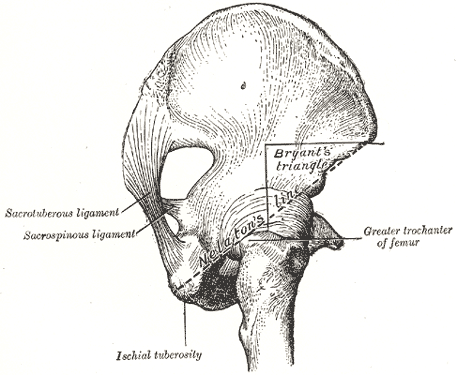
La ligne de Nélaton et le triangle de Bryant.